# Chiastopsylla roseinnesi
Chiastopsylla roseinnesi är en loppart som beskrevs av De Meillon et Hardy 1954. Chiastopsylla roseinnesi ingår i släktet Chiastopsylla och familjen Chimaeropsyllidae. Inga underarter finns listade i Catalogue of Life.